# La stella del Sud (film)
La stella del Sud è un film del 1969 diretto da Sidney Hayers. 
Il film è tratto dall'omonimo romanzo di Jules Verne.

## Trama
Nel 1910, Kramer gestiva le sue miniere di diamanti nell'Africa occidentale come un vero e proprio potentato. Erika, sua figlia, è l'unica che non si piega al suo volere. Incontra Dan Rockland, un geologo e avventuriero. I due si fidanzano, contro il volere di Kramer, che preferirebbe affidare la mano della figlia a Karl, il capo della sua polizia privata. Quest'ultimo cerca di sbarazzarsi di Rockland provocando un incidente ferroviario, ma senza successo. La notte del fidanzamento di Erika e Dan, Kramer presenta un grosso diamante che è stato appena scoperto in una delle sue miniere. Erika la battezza La Stella del Sud. A un certo punto, le luci si spengono. Quando si accendono di nuovo, il diamante non c'è più. I sospetti ricadono su Matakit, un amico nero di Dan...